# Crocodylus siamensis
El cocodrilo siamés (Crocodylus siamensis) es una especie de saurópsido crocodílido que vive en el sureste asiático y las islas de Borneo y Java. Es una especie muy amenazada, cerca de la extinción. Vive en cursos de agua dulce.

## Descripción
El cocodrilo de Siam no es un cocodrilo grande, ya que no suele superar los 3 metros de longitud. Tiene una cabeza algo grande en comparación con el cuerpo, con ojos y narinas que sobresalen por su estilo de vida acuático. Sus extremidades son como las de otros cocodrílidos, con cinco dedos en la pata delantera y cuatro en la trasera, pero los dedos son más alargados. El cuerpo está coloreado con rayas que alternan entre el oliva y el marrón.

## Conservación
El cocodrilo siamés es una especie en peligro crítico de extinción. En 1992, la excesiva caza furtiva hizo creer que la especie se había extinguido en estado silvestre, o que casi estaba extinta. Más tarde se encontró una pequeña población en Tailandia, otra en Vietnam y poblaciones de tamaño semejante en Birmania y Laos. En 2005 se encontró un nido con ejemplares jóvenes, y otra población en el norte de Camboya. Sin embargo, no existen informes recientes que confirmen su existencia en Malasia, Brunéi o Indonesia. Se estima que su número en libertad es de 5000 individuos. 
Por otra parte, hay esperanzas en los ejemplares en cautividad. Muchos de los ejemplares en cautividad son híbridos resultado del cruce con cocodrilos marinos, pero hay cientos de ejemplares "puros" en granjas en las que se crían, existentes sobre todo en Tailandia. En el parque nacional de Bang Sida, en Tailandia, se planea reintroducir ejemplares cautivos en libertad. A algunos cocodrilos jóvenes se les está aclimatando en una zona remota del parque.